# Krzysztof Kobyliński

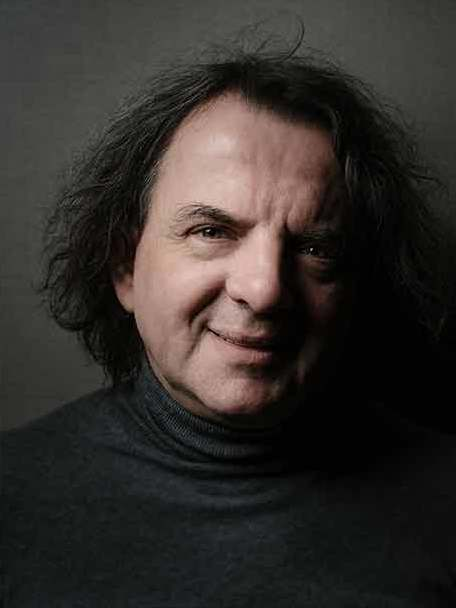
Krzysztof Kobyliński

Krzysztof Kobyliński (Gliwice, 21 oktober 1952) is een Poolse jazzmuzikant. Hij speelt piano en is componist.

## Biografie
Kobyliński, een IT-specialist, nam met de fusion-band Street in 1982/83 een album op. Hij maakte elektronische muziek en leidde de ethno-jazzgroep KK Pearls (met de Israëlische zangeres Reut Rivka), waarmee hij meerdere platen maakte. Musici als Bill Evans, Ralph Alessi, Mike Stern, Joey Calderazzo, Richard Galliano en Adam Makowicz namen nummers van hem op. Verder speelde hij samen met Ambrose Akinmusire, Antymos Apostolis, Bojan Z, Randy Brecker, Café del Mundo, Renaud Garcia-Fons, Trilok Gurtu, Gary Husband, Robert Majewski, Branford Marsalis, Zbigniew Namysłowski, Jaroslaw Śmietana en Miroslav Vitouš. Hij is tevens succesvol als componist van symfonische muziek.
Kobyliński begon in cultuurcentrum Jazovia in Gliwice het festival PalmJazz, waardoor hij vele internationale musici leerde kennen. 
Zijn zoon Paweł Kobyliński is een politicus.

## Discografie
- Krzysztof Kobyliński & Erik Truffaz Give Me November (2017)
- Piano Solo (2016)
- Krzysztof Kobyliński, KK Pearls Live in Trójka (2014)
- Krzysztof Kobylinski & Boris Malkovsky Struny (2013)
- Krzysztof Kobylinski Intro (2010)
- Krzysztof Kobylinski 040 217 live (2004)